# Thái bộc tự
Thái bộc tự (太僕寺, Court of the Imperial Stud) là một trong 6 tự trong quan chế Lục tự. Thái bộc tự phụ trách các trách nhiệm trông coi, nuôi cấp ngựa, giữ gìn những xe ngựa của hoàng tộc (vua và các hoàng tử), và điều hành các mục súc (đồng cỏ để nuôi ngựa) trên toàn quốc.
Cũng như các tự khác trong Lục tự, Thái bộc tự do quan Tự khanh đứng đầu, Tự thiếu khanh thứ nhì và có các thuộc cấp Chủ sự, Tư vụ, Thư lại giúp việc.
Thời Hồng Đức, thuộc viên có Chánh, Phó Ứng sự cục, Phong trừu khố sứ, Đồn điền tàm tạng sở phú, Thụ tang sở sứ, Điền mục sở sứ, phó sử.
Thời Nguyễn Minh Mạng 8 (1827), triều đình chuẩn định quan chế Thái bộc tự khanh trật Tòng tam phẩm, Thái bộc tự thiếu khanh trật Chánh tứ phẩm.